# تکامل دراگون‌بال
تکامل دراگون‌بال (به انگلیسی: Dragonball Evolution) یک فیلم ابرقهرمانی فانتزی آمریکایی محصول سال ۲۰۰۹ به کارگردانی جیمز ونگ است. فیلم‌نامه این فیلم توسط بن رمزی؛ بر پایه مجموعه مانگایی ژاپنی با عنوان دراگون بال اثر آکیرا توریاما به رشته تحریر درآمده است. از بازیگران آن می‌توان به جاستین چتوین، امی رسوم، جیمی چانگ، چو یون فات، جیمز مارسترز، رندل دوک کیم و اریکو تامورا اشاره کرد.
دراگون‌بال اوولوشن در ۱۳ مارس ۲۰۰۹ در ژاپن و چندین کشور آسیایی به نمایش درآمد، و در تاریخ ۱۰ آوریل ۲۰۰۹ در ایالات متحده اکران شد. این فیلم هم از نظر انتقادی و هم از نظر تجاری شکست خورد. منتقدان و طرفداران به‌طور یکسان از فیلمنامه، بازیگران و عدم وفاداری به منبع اصلی ابراز تاسف کردند. علاوه بر این، فیلم تنها ۹٬۴ میلیون دلار در آمریکای شمالی و ۵۶٬۵ میلیون دلار در سراسر جهان فروش کرد در حالی که ۳۰ میلیون دلار بودجه ساخت آن بوده است.